# Coenipeta chalybea
Coenipeta chalybea là một loài bướm đêm trong họ Erebidae.